# Rhytidosteoidea
Rhytidosteoidea es un clado extinto de temnospóndilos que vivieron a principios del período Triásico.